# Seznam nejvyšších budov v Dubaji
Tento seznam nejvyšších budov v Dubaji obsahuje dokončené dubajské mrakodrapy, které jsou vyšší než 180 metrů. Aktualizováno v květnu 2018.
| Pozice | Název                                 | Výška (m) | Podlaží | Rok dokončení stavby | Reference               |
| ------ | ------------------------------------- | --------- | ------- | -------------------- | ----------------------- |
| 1      | Burdž Chalífa                         | 828       | 163     | 2010                 | [ 1 ] [ 2 ] [ 3 ] [ 4 ] |
| 2      | Marina 101                            | 425       | 101     | 2017                 | [ 5 ]                   |
| 3      | Princess Tower                        | 414       | 101     | 2012                 | [ 6 ] [ 7 ]             |
| 4      | 23 Marina                             | 392,8     | 88      | 2012                 | [ 8 ] [ 9 ]             |
| 5      | Elite Residence                       | 381       | 87      | 2012                 | [ 10 ] [ 11 ]           |
| 6      | The Address the BLVD                  | 370       | 72      | 2016                 | [ 12 ]                  |
| 7      | Almas Tower                           | 360       | 68      | 2008                 | [ 13 ] [ 14 ] [ 15 ]    |
| 8      | JW Marriott Marquis Dubai Tower 1     | 355       | 76      | 2012                 | [ 16 ] [ 17 ]           |
| 8      | JW Marriott Marquis Dubai Tower 2     | 355       | 76      | 2012                 | [ 16 ] [ 18 ]           |
| 8      | Emirates Office Tower                 | 355       | 54      | 2000                 | [ 19 ] [ 20 ]           |
| 11     | The Torch                             | 352       | 79      | 2011                 | [ 21 ]                  |
| 12     | Ahmed Abdul Rahim Al Attar Tower      | 342       | 76      | 2017                 | [ 22 ]                  |
| 13     | DAMAC Residenze                       | 335       | 88      | 2018                 | [ 23 ]                  |
| 14     | Rose Rayhaan by Rotana                | 333       | 72      | 2017                 | [ 24 ] [ 25 ] [ 26 ]    |
| 15     | Al Yaqoub Tower                       | 328       | 69      | 2013                 | [ 27 ] [ 28 ]           |
| 16     | The Index                             | 326       | 80      | 2010                 | [ 29 ] [ 30 ] [ 31 ]    |
| 17     | Burj Al Arab                          | 321       | 60      | 1999                 | [ 32 ] [ 33 ]           |
| 18     | HHHR Tower                            | 318       | 72      | 2010                 | [ 34 ] [ 35 ]           |
| 19     | Ocean Heights                         | 310       | 83      | 2010                 | [ 36 ]                  |
| 20     | Jumeirah Emirates Towers Hotel        | 309       | 56      | 2000                 | [ 37 ] [ 38 ]           |
| 21     | Cayan Tower                           | 306       | 73      | 2013                 | [ 39 ] [ 40 ]           |
| 22     | The Address Downtown Dubai            | 302       | 63      | 2008                 | [ 41 ] [ 42 ] [ 43 ]    |
| 23     | Emirates Crown                        | 296       | 63      | 2008                 | [ 44 ] [ 45 ]           |
| 24     | Khalid Al Attar Tower 2               | 294       | 66      | 2011                 | [ 46 ] [ 47 ]           |
| 25     | Sulafa Tower                          | 288       | 75      | 2010                 | [ 48 ] [ 49 ]           |
| 26     | Millennium Tower                      | 285       | 60      | 2006                 | [ 50 ] [ 51 ]           |
| 27     | Al Hekma Tower                        | 282       | 64      | 2015                 | [ 52 ]                  |
| 28     | Marina Pinnacle                       | 280       | 73      | 2011                 | [ 53 ]                  |
| 29     | D1                                    | 277,5     | 80      | 2015                 | [ 54 ] [ 55 ]           |
| 30     | Radisson Royal Hotel Dubai            | 269       | 60      | 2010                 | [ 56 ] [ 57 ] [ 58 ]    |
| 30     | 21st Century Tower                    | 269       | 55      | 2003                 | [ 59 ] [ 60 ]           |
| 32     | Al Kazim Tower 1                      | 265       | 53      | 2008                 | [ 61 ] [ 62 ]           |
| 32     | Al Kazim Tower 2                      | 265       | 53      | 2008                 | [ 63 ] [ 64 ]           |
| 34     | Ubora Tower 1                         | 263       | 58      | 2010                 | [ 65 ] [ 66 ]           |
| 35     | Islamic Bank Residential Tower        | 261       | 51      | 2011                 | [ 67 ] [ 68 ]           |
| 36     | Migdal ha-Chazon                      | 260       | 60      | 2008                 | [ 69 ] [ 70 ]           |
| 37     | Conrad Dubai                          | 255       | 51      | 2013                 | [ 71 ] [ 72 ] [ 73 ]    |
| 38     | Dubai Marriott Harbour Hotel & Suites | 254       | 59      | 2007                 | [ 74 ] [ 75 ]           |
| 39     | Angsana Suites Tower                  | 250       | 49      | 2007                 | [ 76 ] [ 77 ]           |
| 39     | Chelsea Tower                         | 250       | 49      | 2005                 | [ 78 ] [ 79 ]           |
| 39     | Ahmed Khoory Tower                    | 250       | 60      | 2013                 | [ 80 ]                  |
| 42     | Al Tayer Tower                        | 249       | 59      | 2009                 | [ 81 ] [ 82 ]           |
| 43     | Rolex Tower                           | 247       | 63      | 2010                 | [ 83 ]                  |
| 44     | Al Fattan Tower                       | 245       | 51      | 2006                 | [ 84 ] [ 85 ]           |
| 44     | Oasis Beach Tower                     | 245       | 51      | 2006                 | [ 86 ] [ 87 ]           |
| 46     | AAM Tower                             | 244       | 46      | 2008                 | [ 88 ] [ 89 ]           |
| 47     | The Tower                             | 243       | 54      | 2002                 | [ 90 ] [ 91 ]           |
| 48     | Sama Tower                            | 240       | 51      | 2009                 | [ 92 ] [ 93 ]           |
| 49     | Churchill Residency                   | 235       | 61      | 2010                 | [ 94 ] [ 95 ]           |
| 49     | The Buildings by Daman                | 235       | 65      | 2014                 | [ 96 ] [ 97 ] [ 98 ]    |
| 51     | Park Place                            | 234       | 56      | 2007                 | [ 99 ] [ 100 ]          |
| 52     | Mag 218 Tower                         | 232       | 66      | 2010                 | [ 101 ] [ 102 ]         |
| 53     | Al Tayer Tower                        | 225       | 59      | 2009                 | [ 81 ] [ 103 ]          |
| 54     | The Bay Gate                          | 221       | 53      | 2014                 | [ 104 ] [ 105 ]         |
| 55     | Angsana Hotel Tower                   | 221       | 49      | 2008                 | [ 106 ]                 |
| 55     | Angsana Suites Tower                  | 221       | 49      | 2007                 | [ 107 ] [ 108 ]         |
| 57     | Trident Grand Residence               | 220       | 45      | 2009                 |                         |
| 58     | Al Bateen Tower                       | 220       | 56      | 2013                 | [ 109 ] [ 110 ]         |
| 59     | Jumeirah Bay 2                        | 218       | 47      | 2009                 | [ 111 ] [ 112 ]         |
| 60     | Jumeirah Beach Residence Sadaf 4      | 216       | 54      | 2007                 | [ 113 ] [ 114 ]         |
| 60     | Amwaj Rotana Resort                   | 216       | 25      | 2007                 | [ 113 ] [ 114 ]         |
| 60     | Jumeirah Beach Residence Sadaf 4      | 216       | 54      | 2007                 | [ 115 ] [ 116 ]         |
| 62     | Al Seef Tower                         | 215       | 46      | 2005                 | [ 117 ] [ 118 ]         |
| 63     | Grosvenor House The Residence         | 210       | 48      | 2010                 | [ 119 ] [ 120 ]         |
| 63     | Grosvenor House West Marina Beach     | 210       | 48      | 2005                 | [ 121 ] [ 122 ]         |
| 63     | Al Rostamani Maze Tower               | 210       | 56      | 2010                 | [ 123 ]                 |
| 63     | Latifa Tower                          | 210       | 56      | 2010                 | [ 124 ]                 |
| 63     | Le Rêve                               | 210       | 50      | 2006                 | [ 125 ] [ 126 ]         |
| 64     | Marina Heights Tower                  | 208       | 55      | 2006                 | [ 127 ] [ 128 ] [ 129 ] |
| 64     | Executive Tower M                     | 208       | 52      | 2009                 | [ 130 ]                 |
| 65     | Jumeirah Beach Residence Bahar 1      | 208       | 52      | 2007                 | [ 131 ] [ 132 ]         |
| 65     | Marina Crown                          | 207       | 52      | 2006                 | [ 133 ] [ 134 ]         |
| 65     | Tamani Hotel Marina                   | 207       | 54      | 2006                 | [ 135 ] [ 136 ]         |
| 66     | Nassima Tower                         | 204       | 49      | 2010                 | [ 137 ] [ 138 ]         |
| 67     | The Citadel                           | 201       | 48      | 2008                 | [ 139 ] [ 140 ]         |
| 68     | Dubai Mixed-Use Towers                | 200       | 61      | 2013                 | [ 141 ]                 |
| 69     | MBK Tower                             | 200       | 59      | 2010                 | [ 142 ]                 |
| 70     | Shangri-La Hotel                      | 200       | 43      | 2003                 | [ 143 ] [ 144 ] [ 145 ] |
| 71     | Jumeirah Beach Residence Bahar 7      | 196       | 49      | 2007                 | [ 146 ] [ 147 ]         |
| 71     | Jumeirah Beach Residence Bahar 3      | 196       | 49      | 2007                 | [ 148 ] [ 149 ]         |
| 73     | Al Salam Tecom Tower                  | 196       | 47      | 2008                 | [ 150 ]                 |
| 74     | Jumeirah Beach Residence Bahar 5      | 192       | 48      | 2007                 | [ 148 ] [ 149 ]         |
| 74     | Dubai Mall Hotel                      | 192       | 37      | 2008                 | [ 151 ] [ 152 ]         |
| 76     | Burjside Boulevard                    | 190       | 49      | 2013                 | [ 153 ]                 |
| 76     | Concorde Tower                        | 190       | 45      | 2008                 | [ 154 ] [ 155 ]         |
| 76     | Dubai Jewel Tower                     | 190       | 43      | 2008                 | [ 156 ] [ 157 ]         |
| 76     | Horizon Tower                         | 190       | 45      | 2006                 | [ 158 ] [ 159 ]         |
| 76     | Platinum Tower                        | 190       | 44      | 2012                 | [ 160 ] [ 161 ]         |
| 84     | Executive Tower B                     | 188       | 47      | 2008                 | [ 162 ] [ 163 ]         |
| 85     | Lake Terrace                          | 187       | 40      | 2008                 | [ 164 ] [ 165 ]         |
| 85     | Sidra Tower                           | 187       | 45      | 2009                 | [ 166 ] [ 167 ]         |
| 87     | City Premiere Hotel Apartments        | 186       | 45      | 2011                 | [ 168 ] [ 169 ]         |
| 88     | Etisalat Tower 2                      | 185       | 33      | 2007                 | [ 170 ] [ 171 ]         |
| 88     | Mesk Tower                            | 185       | 40      | 2003                 | [ 172 ] [ 173 ]         |
| 88     | Murjan Tower                          | 185       | 40      | 2003                 | [ 174 ] [ 175 ]         |
| 88     | Capricorn Tower                       | 185       | 46      | 2003                 | [ 176 ] [ 177 ]         |
| 92     | Jumeirah Beach Residence Murjan 1     | 184       | 46      | 2007                 | [ 148 ] [ 149 ]         |
| 92     | Jumeirah Beach Residence              | 184       | 46      | 2007                 | [ 148 ] [ 149 ]         |
| 92     | Jumeirah Beach Residence Sadaf 6      | 184       | 46      | 2007                 | [ 148 ] [ 149 ]         |
| 92     | Jumeirah Beach Residence Sadaf 8      | 184       | 46      | 2007                 | [ 148 ] [ 149 ]         |
| 92     | Dubai World Trade Centre              | 184       | 39      | 1979                 | [ 178 ]                 |
| 97     | Marina Terrace                        | 183       | 38      | 2006                 | [ 179 ] [ 180 ] [ 181 ] |
| 98     | Tiffany Towers                        | 182       | 45      | 2009                 | [ 182 ] [ 183 ]         |
| 99     | Bay Central 2                         | 180       | 50      | 2013                 | [ 184 ]                 |
| 99     | Mazaya Business Avenue 1              | 180       | 50      | 2011                 | [ 185 ]                 |
| 99     | Mazaya Business Avenue 2              | 180       | 50      | 2011                 | [ 186 ]                 |
| 99     | Mazaya Business Avenue 3              | 180       | 50      | 2011                 | [ 187 ]                 |
| 99     | Jumeirah Beach Residence Sadaf 8      | 180       | 45      | 2007                 | [ 148 ] [ 149 ]         |
| 99     | Park Towers at DIFC                   | 180       | 47      | 2011                 | [ 188 ]                 |